# Pseudostypella
Pseudostypella — рід грибів родини Exidiaceae, знайдений у Новій Зеландії. Назва вперше опублікована 1969 року.